# Rokunohe (Aomori)
Rokunohe (六戸町 Rokunohe-machi?) es un municipio situado en la prefectura de Aomori, Japón. Tiene una población estimada, a fines de octubre de 2023, de 10 735 habitantes.
Su área total es de 83,89 km².

## Geografía

### Municipios circundantes
- Prefectura de Aomori
  - Misawa
  - Towada
  - Tōhoku
  - Oirase
  - Gonohe

## Demografía
Según datos del censo japonés, la población de Rokunohe se ha mantenido estable en los últimos años.
| Año del censo | Población |
| ------------- | --------- |
| 1995          | 10.523    |
| 2000          | 10.481    |
| 2005          | 10.430    |
| 2010          | 10.241    |
| 2015          | 10.423    |
| 2023 (est.)   | 10.735    |